# Muerte por tortura
La muerte por tortura era una muerte precedida por la tortura de la víctima. En muchas leyes se la clasifica como de «excepcional brutalidad y crueldad», involucrando una dura sentencia.

## Asesinato
Uno de los criterios para declarar «asesinato en primer grado» en el Estado de Nueva York, en Estados Unidos indica:

...el acusado actuó de una manera especialmente cruel y sin sentido en virtud de una línea de conducta destinada a infligir tortura a la víctima antes de la muerte de esta. Tal como se utiliza en este párrafo, «tortura» se entenderá como causar intencionalmente y con «depravación» el dolor físico extremo, «depravado» se refiere que el acusado disfrutó de la imposición de dolor físico extremo a la víctima, o que en el acusado se evidencia una sensación de placer en la imposición de dolor físico extremo...

Otras leyes como las de Italia y Alemania presentan posiciones similares (Véase regulación de asesinato por País).